# Sebastian Ernst (athlétisme)
Pour les articles homonymes, voir Sebastian Ernst et Ernst.
Sebastian Ernst (né le 11 octobre 1984 à Gelsenkirchen) est un athlète allemand spécialiste du 200 mètres.

## Carrière
Sixième des Championnats du monde juniors de 2002, Sebastian Ernst remporte dès l'année suivante le titre junior des Championnats d'Europe de Tampere dans le temps de 20 s 63. Sélectionné pour les Jeux olympiques d'Athènes, en 2004, l'Allemand améliore son record personnel du 200 m dès les séries avec 20 s 36, mais est éliminé le lendemain au stade des demi-finales (20 s 63). Il se classe deuxième des Championnats d'Europe espoirs disputés en 2005 à Erfurt, derrière le Français David Alerte.
En 2006, Ernst remporte son premier titre national du 200 m et se classe par ailleurs cinquième de la finale du relais 4 × 100 mètres des Championnats d'Europe de Göteborg.
Le 8 février 2011, il conclut le 200 m en salle du meeting de Liévin en 1re position avec un chrono de 20 s 93 devant notamment Christophe Lemaitre (21 s 18).
Il établit le 27 février 2011 la meilleure performance mondiale de l'année sur 200 m avec un temps de 20 s 42 lors des championnats allemands d'athlétisme en salle à Leipzig. Il améliore ainsi la meilleure marque de l'hiver (20 s 58) détenue depuis le 21 janvier par le Grenadin Kirani James. Il avait déjà égalé ce temps la semaine précédente.

## Palmarès
| Date | Compétition                       | Lieu      | Place | Épreuve   |
| ---- | --------------------------------- | --------- | ----- | --------- |
| 2002 | Championnats du monde juniors     | Kingston  | 6e    | 200 m     |
| 2003 | Championnats d'Europe juniors     | Tampere   | 1er   | 200 m     |
| 2003 | Championnats d'Europe juniors     | Tampere   | 2e    | 4 × 100 m |
| 2004 | Coupe d'Europe                    | Bydgoszcz | 5e    | 200 m     |
| 2005 | Championnats d'Europe espoirs     | Erfurt    | 2e    | 200 m     |
| 2006 | Championnats d'Europe             | Göteborg  | 5e    | 4 × 100 m |
| 2010 | Championnats d'Europe par équipes | Bergen    | 3e    | 200 m     |

## Records
- 100 m : 10 s 36 (2009)
- 200 m : 20 s 36 (2004)